# Nino Benvenuti
Pour les articles homonymes, voir Benvenuti.
Giovanni dit Nino Benvenuti né le 26 avril 1938 à Isola, alors en Royaume d'Italie, actuellement en Slovénie, et mort à Rome le 20 mai 2025 est un boxeur italien.

## Biographie
Champion olympique aux Jeux de Rome en 1960 en poids welters, Nino Benvenuti passe professionnel l'année suivante et devient champion du monde des super-welters WBA et WBC le 18 juin 1965 en battant par KO dans la 5e reprise son compatriote Sandro Mazzinghi. Il remporte le combat revanche le 17 décembre puis s'incline de peu aux points le 25 juin 1966 face au sud-coréen Ki Soo Kim.
Nino Benvenuti poursuit sa carrière en poids moyens et affronte le 17 avril 1967 Émile Griffith, alors champion WBA et WBC, au Madison Square Garden de New York. Il l'emporte aux points à l'issue des 15 rounds mais perd le combat revanche le 29 septembre. Un troisième combat est organisé le 4 mars 1968 et le boxeur italien l'emporte de nouveau aux points.
Nino Benvenuti conserve ses ceintures jusqu'au 7 novembre 1970, date à laquelle il est détrôné par l'argentin Carlos Monzón. Il met un terme à sa carrière à l'issue du second combat entre les deux hommes qui a confirmé le résultat précédent (victoire de Monzón par arrêt de l'arbitre à la 3e reprise le 8 mai 1971).
Nino Benvenuti est mort à Rome le 20 mai 2025 « des suites d'une longue maladie » à l'âge de 87 ans.

## Hommage
Le 7 mai 2015, en présence du président du Comité national olympique italien (CONI), Giovanni Malagò, a été inauguré le Walk of Fame du sport italien dans le parc olympique du Foro Italico de Rome, le long de Viale delle Olimpiadi. 100 tuiles rapportent chronologiquement les noms des athlètes les plus représentatifs de l'histoire du sport italien. Sur chaque tuile figure le nom du sportif, le sport dans lequel il s'est distingué et le symbole du CONI. L'une de ces tuiles lui est dédiée .

## Hors du ring

### Famille
Nino Benvenuti a été marié deux fois. Il épouse en 1961 Giuliana Fonzari, avec laquelle il a quatre enfants. Le couple en adopte un cinquième. Après son divorce, en 1998, il épouse Nadia Bertorello, avec qui il a une fille. La cérémonie est célébrée à Rome par Gianfranco Fini, ami de Benvenuti.

### Politique
À l'âge de seize ans, Nino Benvenuti avait dû fuir avec sa famille la dictature communiste de Tito et les Foibe. Il a plus tard déclaré dans de nombreux entretiens : « J'avais connu la gauche de Tito, je ne pouvais donc qu'être de droite ». Il s'engage au Mouvement Social Italien. Il est candidat en Istrie en 1964 et est élu conseiller communal à Trieste. Les affiches de la campagne électorale voit son portrait placardé en grand sur les affiches. Mais, ne se sentant pas l'âme d'un homme politique, il se retirera assez rapidement de l’engagement public.

### Cinéma
Nino Benvenuti s'est essayé au cinéma dans trois films. Il a tout d'abord débuté dans un western-spaghetti de Duccio Tessari, Mort ou vif... de préférence mort (Vivi o preferibilmente morti), aux côtés de Giuliano Gemma en 1969. Il a ensuite joué dans Marc la gâchette (Mark il poliziotto spara per primo), un film policier de Stelvio Massi sortit en 1975. Bien plus tard, il a pris à la fois un rôle de consultant et d'acteur dans Carnera - The Walking Mountain (2008) de Renzo Martinelli, un film consacré à la vie du boxeur italo-américain Primo Carnera.

## Récompenses et distinctions
- Nino Benvenuti est élu boxeur de l'année en 1968 par Ring Magazine.
- Griffith - Benvenuti I est élu combat de l’année en 1967.
- Benvenuti - Monzon I est élu combat de l’année en 1970.
- Il est membre de l'International Boxing Hall of Fame depuis 1992.